# Tirolesa

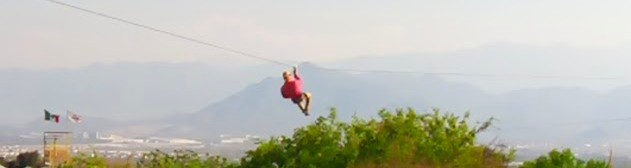
Tirolesa en el Noreste de México.

Una tirolesa, tirolina, dosel, canopi, canopy, cable o zip line consiste en una polea suspendida por cables montados en un declive o inclinación. Están diseñados de modo que una o varias personas, sujetadas por un arnés, se impulsan mediante gravedad, y pueden deslizarse desde la parte superior hasta el fondo por un cable, ordinariamente de acero inoxidable. Es una práctica común en ejercicios militares, y también es utilizada por campesinos de regiones montañosas escarpadas.
En Tirol (región de los Alpes de Austria e Italia), de donde proviene el nombre, se le conoce como Seilrutsche, mientras que en Suiza se le designa con el nombreTyropene.

## Equipamiento

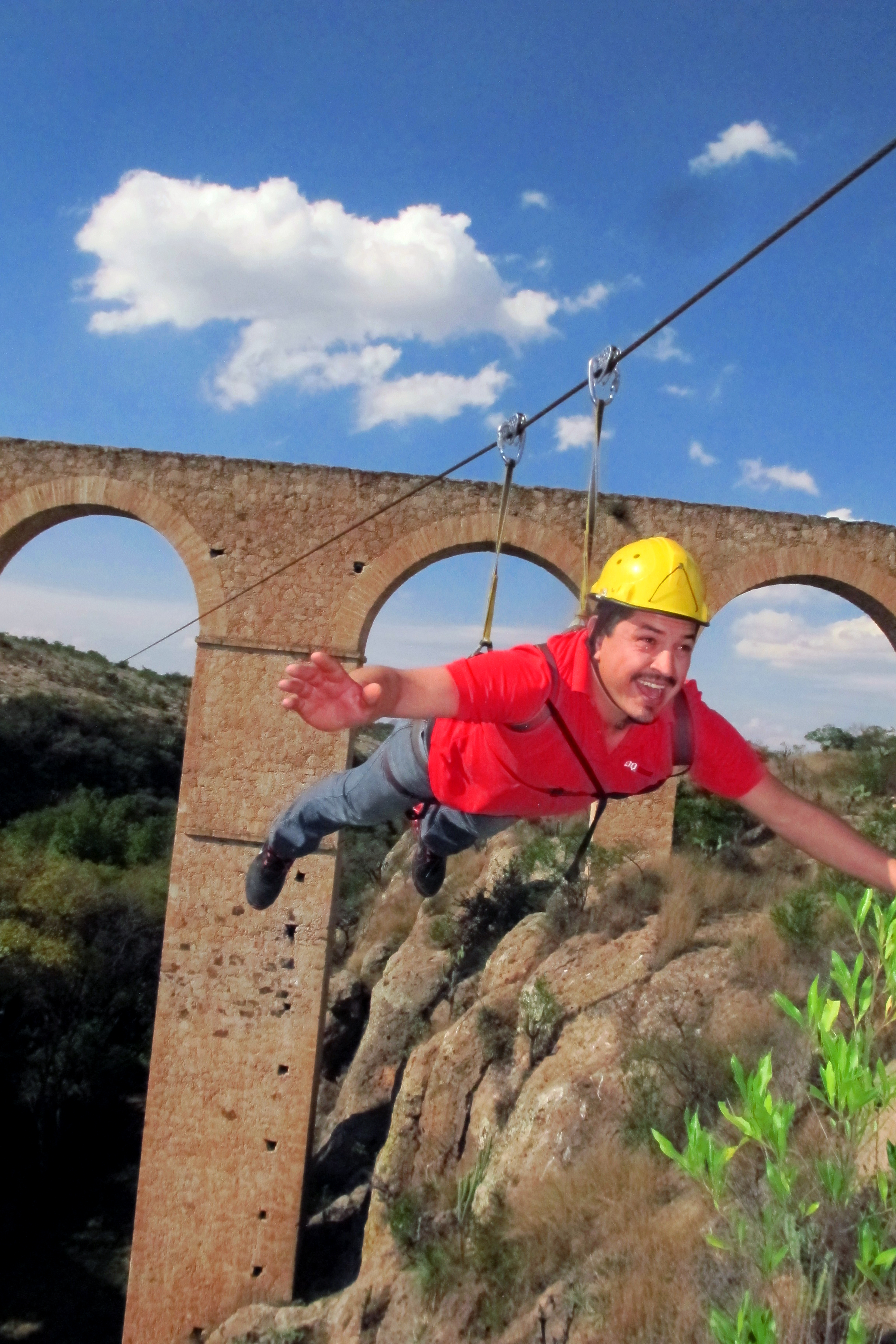
Tirolesa en Acueducto El Saucillo.

Las tirolinas se las encuentra en muy diferentes formas y a menudo se les emplea en algunos deportes extremos. Sin embargo, las hay en zonas de juego infantiles son cortas y pequeñas, normalmente con arena sobre el suelo para amortiguar frenar la llegada, o incluso el golpe, en caso de una caída.
Por regla general, debería utilizarse alguno o todos los siguientes elementos de seguridad:
- Casco.
- Guantes.
- Poleas.
- Arneses.
- Mosquetones.

La tensión es importante para que el cable no quede curvado hacia el suelo, lo que perjudicaría la propia carrera en movimiento y puede detenerlo antes de llegar al otro extremo, por lo que se debe tener cuidado de usar la tensión de carga correcta, ya que, dependiendo del tamaño de la tirolesa, esta carga puede superar la resistencia a la tracción, tanto del cable como de la cuerda. En ocasiones, su instalación se hace con la ayuda de equipos de medición y profesionales cualificados para efectuar dicho trabajo.
Debido a que es una actividad que no depende de un esfuerzo físico por parte del participante la tirolesa es una opción como actividad de aventura, y se le puede encontrar en negocios como hoteles rurales, parques temáticos, parques acuáticos, clubes y otros segmentos de la recreación y el turismo.

### Dosel

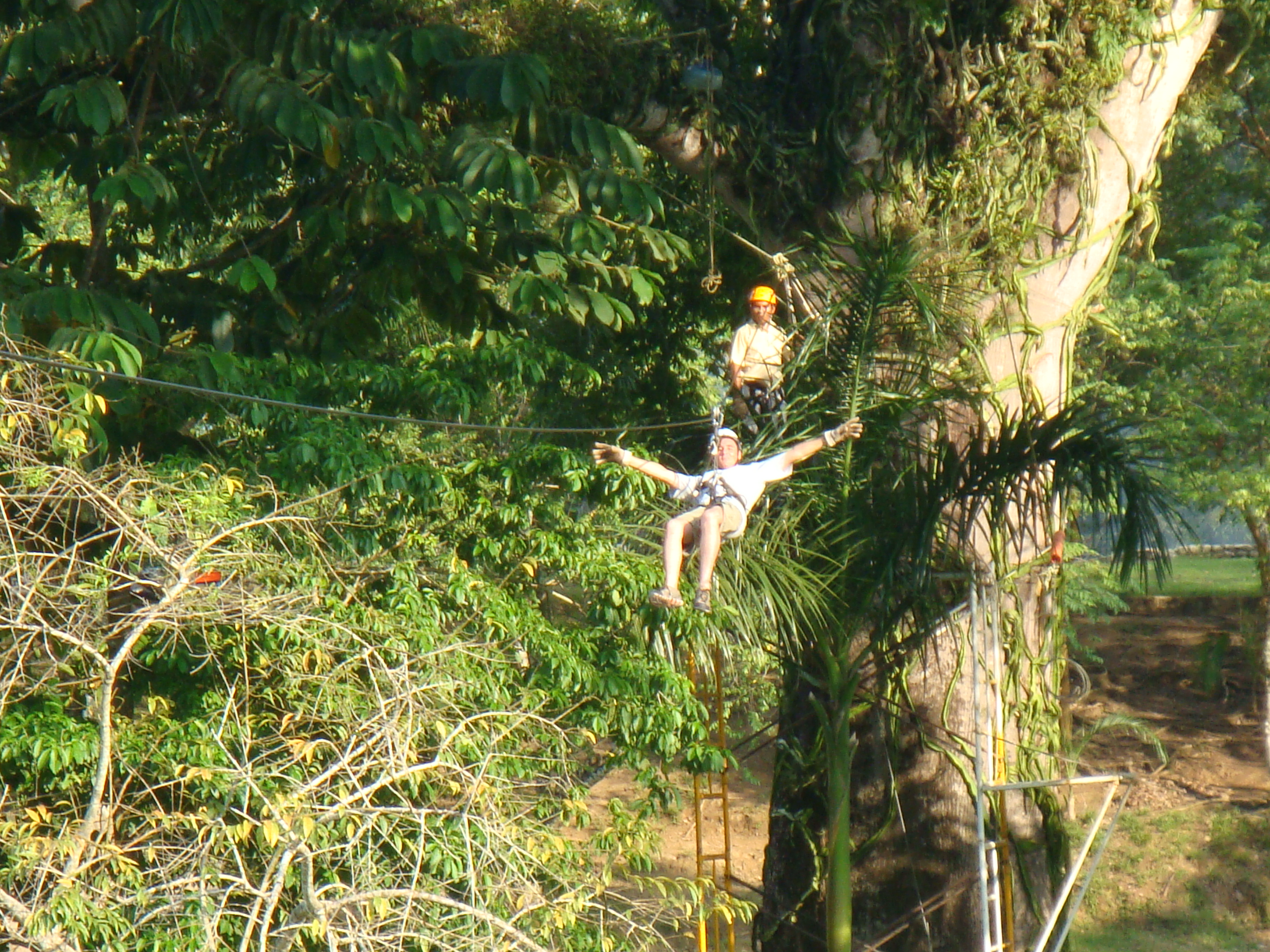
Tirolesa en Tapijulapa (México).

El término dosel o canopi se utiliza también exclusivamente para designar al deporte extremo consistente en desplazarse pendiendo de cables que están trazados en algún bosque, entre las ramas de árboles. El nombre viene del dosel arbóreo, ya que muchos de estos cables se instalan atravesando los bosques.

## Disputa sobre su patente
En Costa Rica el dispositivo fue inventado en Sarapiquí por el biólogo estadounidense Donald Perry, con el objetivo de estudiar el bosque tropical. Sin embargo, dieciocho años después un empresario canadiense, Darren Hreniuk, inauguró un dosel público en Monteverde y patentó la tecnología en 1998, aunque en 2019 dicha patente fue anulada, y se determinó que el canopi no fue su invención. Además, se estableció que, desde el 20 de octubre de 2010, la invención pertenece al dominio público, por lo que nadie puede reclamar regalías o derechos de uso sobre la misma.